# Candice Carty-Williams
Candice Carty-Williams (nacida el 21 de julio de 1989) es una escritora británica, conocida por su novela debut de 2019, Queenie. Ha escrito para publicaciones como The Guardian, i-D, Vogue, The Sunday Times, BEAT Magazine y Black Ballad, y colabora en la antología New Daughters of Africa (2019), editada por Margaret Busby.

## Biografía

### Primeros años y educación
Candice Carty-Williams nació en el Hospital Saint Thomas, Westminster, y creció en el sur de Londres, viviendo en varias ocasiones en Croydon, Clapham, Streatham, Ladywell y Lewisham. Su madre es de ascendencia india jamaicana y su padre jamaicano llegó a Gran Bretaña a la edad de 16 años y trabajó como taxista. Carty-Williams ha dicho de sus padres: "Ninguno de los dos son lectores, aunque mi padre tiene miles de discos, de ahí tal vez de donde proviene mi amor por coleccionar cosas (en este caso, libros). Todos mis abuelos nacieron en Jamaica, al igual que mis bisabuelos, a excepción de mi abuelo, que nació en la India."
Ella ha dicho: "Cuando era niña, nunca sentí que podía escribir... Escribir es algo a lo que llegué muy tarde y creo que todavía estoy encontrando mi confianza porque nunca pensé que fuera una carrera alcanzable". Estudió para obtener una licenciatura en comunicación y estudios de medios en la Universidad de Sussex, después de lo cual decidió intentar ingresar a la industria editorial.